# (12247) 1988 RO11
1988 أر أو 11 (ويعرف أيضًا باسم (12247) 1988 أر أو 11 وفق تسمية الكوكب الصغير) (بالإنجليزية: 1988 RO11)‏ هو كويكب ضمن حزام الكويكبات؛ وترتيبه 12247 من حيث الاكتشاف.
اكتُشف هذا الجُرم الفلكي بواسطة شيلت جون بوبي في 14 سبتمبر 1988.

## وصلات خارجية
- (12247) 1988 RO11 في قاعدة بيانات مختبر الدفع النفاث لأجرام النظام الشمسي الصغيرة

- الاكتشاف · مخطط المدار ·  العناصر المدارية · المعلمات المادية

- (12247) 1988 RO11 على موقع ويكي سكاي: DSS2, SDSS, GALEX, IRAS, Hydrogen α, X-Ray, Astrophoto, Sky Map, Articles and images